# Polybotrya osmundacea
Polybotrya osmundacea là một loài thực vật có mạch trong họ Dryopteridaceae. Loài này được Humb. & Bonpl. ex Willd. miêu tả khoa học đầu tiên năm 1810.